# Diplospora sorsogonensis
Diplospora sorsogonensis är en måreväxtart som först beskrevs av Adolph Daniel Edward Elmer, och fick sitt nu gällande namn av Aaron Paul Davis. Diplospora sorsogonensis ingår i släktet Diplospora och familjen måreväxter. Inga underarter finns listade i Catalogue of Life.